# Paracomotis smaragdophaea
Paracomotis smaragdophaea är en fjärilsart som beskrevs av Edward Meyrick 1932. Paracomotis smaragdophaea ingår i släktet Paracomotis och familjen vecklare. Inga underarter finns listade i Catalogue of Life.